# Jules Arnous de Rivière
Jules Arnous de Rivière (* 4. Mai 1830 in Nantes; † 11. September 1905 in Paris) gehörte zu den stärksten Schachspielern Frankreichs im 19. Jahrhundert. Er war auch Schachjournalist.

## Karriere
Im Jahre 1858 traf Rivière in Paris auf Paul Morphy. Mit diesem spielte er viele Trainingspartien im Café de la Régence. In den folgenden Jahren gewann er mehrere Zweikämpfe, so 1860 in London mit 5:2 gegen Thomas W. Barnes, im gleichen Jahr in Paris mit 7:1 gegen den Franzosen Paul Journoud und 1867 in Paris mit 2:0 gegen den Ungarn Löwenthal. 1883 verlor er in Paris nur knapp gegen Tschigorin mit 4:5. Im Jahr 1867 wurde in Paris während der zweiten Weltausstellung ein Turnier mit den damals stärksten Schachspielern veranstaltet. Hier belegte Rivière als Sechster einen hervorragenden Platz im Mittelfeld.

## Sonstiges
Rivière spielte seit 1847 fast täglich im Café de la Régence öffentliche Partien. Zugleich gab es in dem Kaffeehaus parallel zu dem Turnier des Jahres 1867 auch eine Premiere: Erstmals spielten Frauen öffentlich Schach. Dabei absolvierte Rivière zusammen mit Neumann eine Blindpartie gegen die sich beratenden Adligen Prinzessin Marat, Herzogin de la Tremoille, Marschallin Gräfin Renault de Saint Jean de la Tremoille und Marquise de Colbert-Chabanais. Die Damen gewannen die Partie.
Die beste historische Elo-Zahl Rivières betrug 2563 und wurde für August 1883 errechnet.
Rivière betätigte sich auch als Schachschriftsteller und Schachjournalist. Er gab eine Zeit lang die Schachzeitschrift La Régence heraus.

## Veröffentlichung
- Jules Arnous de Rivière: Nouveau manuel illustré du jeu des échecs. Paris 1861 Online-Ansicht bei Gallica.